# Politiezone Mechelen-Willebroek
De Politiezone Mechelen-Willebroek (zonenummer 5906) was een Belgische politiezone bestaande uit twee gemeenten, namelijk Mechelen en Willebroek. De zone behoorde tot het gerechtelijk arrondissement Antwerpen.
De PZ Mechelen-Willebroek bestond sinds 1 januari 2015. Sinds de eerste plannen voor de fusie werkten de vroegere PZ Mechelen en PZ Willebroek al samen. Al sinds 1 oktober 2014 werkte de nieuwe hoofdcommissaris-korpschef voor de nieuwe zone. De hoofdcommissaris-korpschef was Yves Bogaerts, de vroegere korpschef van de Lokale Politie Mechelen.
Het hoofdcommissariaat van de politiezone was gelegen aan de Frederik de Merodestraat 88 in Mechelen.